# آلن استیسی
آلن استیسی (انگلیسی: ‎Alan Stacey‎؛ زادهٔ ۲۹ اوت ۱۹۳۳ در برومفیلد، اسکس، درگذشتهٔ ۱۹ ژوئن ۱۹۶۰ در پیست اسپا-فرانکورشان، لیژ) رانندهٔ مسابقات اتومبیل‌رانی فرمول یک اهل بریتانیا بود که از فصل ۱۹۵۸ تا ۱۹۶۰ در مجموع در هفت گراند پری شرکت کرد، اما موفق به کسب هیچ امتیازی نشد.
استیسی در ۱۹ ژوئن ۱۹۶۰ بر اثر تصادف رانندگی پس از برخورد یک پرنده با صورتش در پیست اسپا-فرانکورشان، لیژ درگذشت.